# Methone amyntor
Methone amyntor är en fjärilsart som beskrevs av Fabricius 1781. Methone amyntor ingår i släktet Methone och familjen Riodinidae. Inga underarter finns listade i Catalogue of Life.